# Miguel Hernández Gilabert
|  | «Miguel Hernández» redirigeix aquí. Vegeu-ne altres significats a «Miguel Hernández (desambiguació)». |

Miguel Hernández Gilabert (castellà: Miguel Hernández)  (Oriola, 30 d'octubre de 1910 - Alacant, 28 de març de 1942) fou un poeta i dramaturg valencià, un dels més representatius de la poesia en castellà del primer terç del segle xx.

## Biografia

### Infància i joventut
Miguel Hernández va néixer el 30 d'octubre de 1910 a Oriola. Fou el tercer fill dels set que van tenir Miguel Hernández Sánchez i Concepción Gilabert, i el segon noi. La seva família es dedicava a la cria de cabres, cosa que va provocar que es traslladessin de la casa on va néixer Miguel (calle San Juan, núm. 82) a una de més gran i més adequada per al negoci familiar (calle de Arriba, núm. 37), ubicada als afores. El seu pare aspirava a ascendir socialment, i va aconseguir ser nomenat alcalde de barri, mentre que la seva mare era malaltissa (tenia bronquitis crònica) i sovint havia de fer llit.
Miguel va ser pastor de cabres des de molt petit. Va ser escolaritzat des de 1915 a 1916 en el centre d'ensenyament Nuestra Señora de Montserrat i de 1918 a 1923 va rebre l'educació primària a les escoles de l'Amor de Dios. El 1923 va començar a estudiar el batxillerat al col·legi Santo Domingo d'Oriola, regentat pels jesuïtes, que el permeten optar a una beca perquè segueixi amb els estudis, però el seu pare la va rebutjar. El 1925 va abandonar els estudis per ordre paterna per a dedicar-se exclusivament a fer de pastor. Mentre cuidava el ramat, Hernández llegia amb avidesa i escrivia els seus primers poemes.
En aquells moments, el canonge Luis Almarcha Hernández va fer amistat amb Hernández i va posar-li a disposició llibres de San Juan de la Cruz, Gabriel Miró, Paul Verlaine i Virgili, entre d'altres. Les seves visites a la Biblioteca Pública eren cada vegada més freqüents i va començar a formar un grup literari improvisat juntament amb altres joves oriolans a la fleca del seu amic Carlos Fenoll. Els participants més destacats d'aquelles reunions, a més d'Hernández i el mateix Carlos Fenoll, foren el seu germà Efrén Fenoll, Manuel Molina i José Marín Gutiérrez, futur advocat i assagista que posteriorment adoptaria el pseudònim de Ramón Sijé i a qui Hernández va dedicar la cèlebre Elegía a Ramón Sijé. Des d'aquest moment, Ramón Sijé es va convertir no només en el seu amic, sinó també en el seu company d'inquietuds literàries.
A partir d'aquell moment, els llibres seran la seva principal font d'educació, convertint-se en una persona totalment autodidacta. Els grans autors del Segle d'Or de la cultura espanyola —Miguel de Cervantes, Lope de Vega, Pedro Calderón de la Barca, Garcilaso de la Vega i, sobretot, Luis de Góngora— es convertiran en els seus mestres.
L'any 1930, comença a publicar poemes al setmanari El Pueblo d'Oriola i al diari El Día. L'any següent apareix de forma més regular a publicacions locals com Actualidad o Destellos. El 25 de març de 1931, amb només vint anys, va obtenir el primer i únic premi literari de la seva vida, concedit per la Societat Artística de l'Orfeó Il·licità, amb un poema de 138 versos anomenat «Canto a Valencia», sota el lema «Luz…, pájaros…, sol…». El tema principal del poema era el paisatge i la gent del litoral valencià, en el qual destacava la mar Mediterrània, el Segura i les ciutats de València, Alacant, Múrcia i en major mesura, Elx. Quan Hernández va rebre la notificació de la consecució del premi, es va afanyar a viatjar a la ciutat il·licitana creient que rebria un premi econòmic, però va resultar ser una escrivania de plata.

### Primer viatge a Madrid
Gràcies a la reputació que va obtenir arran les publicacions a diferents revistes i diaris, el 31 de desembre de 1931 va viatjar a Madrid per a consolidar-se en l'escena i amb el propòsit de guanyar-se la vida iniciant una carrera literària, acompanyat d'alguns poemes i recomanacions.
Introduït per Francisco Martínez Corbalán, les revistes literàries La Gaceta Literaria i Estampa l'ajudaren a buscar feina, però l'intent no va fructificar i es va veure obligat a tornar a Oriola el 15 de maig de 1932. No obstant, l'esmentat viatge va tenir gran importància, ja que va permetre-li conèixer de primera mà l'obra de la generació del 27, així com la teoria necessària per a la composició de la seua obra Perito en lunas; a Madrid publica l'auto sacramental Quien te ha visto y quien te ve, y sombra de lo que eras, a la revista Cruz y Raya, que dirigeix José Bergamín.

### Segon viatge a Madrid

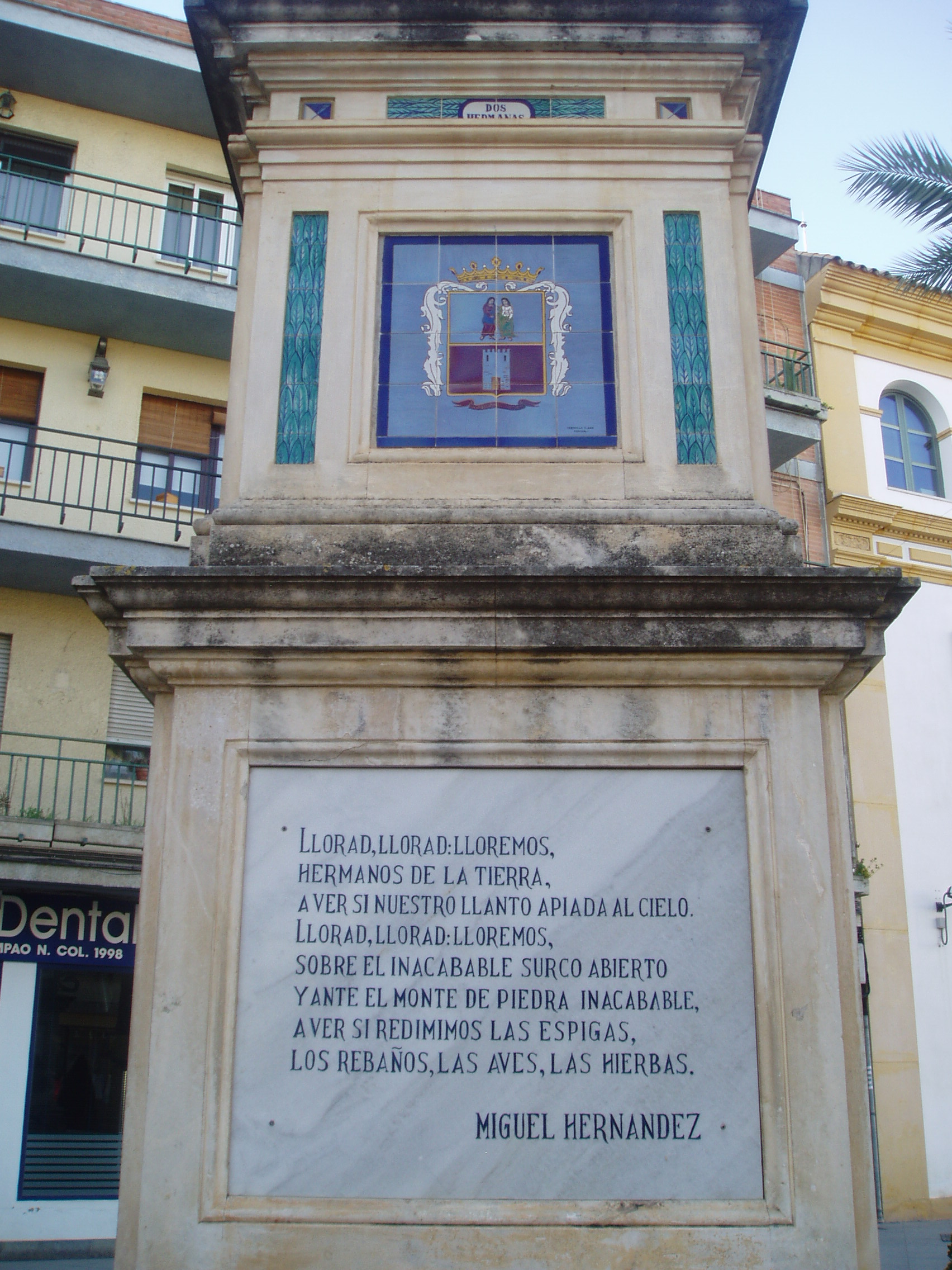
Monument a la fraternitat, on destaca la inscripció d'una secció dEl silbo de la sequía, un poema que compon la col·lecció dels silbos de Miguel Hernández.

Després d'aquest inici va a Madrid per segona vegada per obtenir feina, aquesta vegada de forma més fructífera, ja que aconsegueix, primer, ser nomenat col·laborador a les Misiones Pedagógicas i, més tard, l'escullen com a secretari i redactor de l'enciclopèdia Los toros. Col·labora, a més, assíduament a Revista de Occidente. La seva amistat amb Maruja Mallo li inspira part dels sonets de El rayo que no cesa. Es presenta a Vicente Aleixandre i fa amistat amb ell i amb Pablo Neruda; aquest és l'origen de la seva breu etapa dins el surrealisme. La seva poesia esdevé llavors més social i manifesta un compromís amb els més pobres i desfavorits. Al desembre de 1935 mor el seu amic Ramón Sijé, i Hernández li dedica la famosa elegia, que provoca l'entusiasme de Juan Ramón Jiménez expressat en una crònica del diari El Sol.

### Guerra civil
Miguel Hernández era comunista des dels 26 anys. Quan esclata la Guerra Civil Espanyola s'allista al bàndol republicà. L'estiu de 1936 passa a formar part del Partit Comunista d'Espanya. Figura al 5è Regiment i passa a altres unitats als fronts de la batalla de Terol, Andalusia i Extremadura. En plena guerra, aconsegueix fer una breu visita a Oriola per casar-se el 9 de març de 1937 amb Josefina Manresa. Als pocs dies ha de marxar al front de Jaén. L'estiu de 1937 va assistir al Segon Congrés Internacional d'Escriptors per a Defensa de la Cultura celebrat a Madrid i València, i després va viatjar a l'URSS en representació del Govern de la República, d'on va tornar l'octubre i va escriure el drama Pastor de la muerte i nombrosos poemes més recollits posteriorment a la seva obra El hombre acecha. El desembre de 1937 neix el seu primer fill, Manuel Ramón, que mor als pocs mesos i a qui està dedicat el poema Hijo de la luz y de la sombra i altres recollits al Cancionero y romancero de ausencias. El gener de 1939 neix el segon fill, Manuel Miguel, a qui va dedicar des de la presó el poema «Nanas de la cebolla». Escriu un nou llibre: Viento del pueblo.

### Presó i mort
Un cop acabada la guerra, a l'abril de 1939, ja s'havia acabat d'imprimir a València El hombre acecha. Encara sense enquadernar, una comissió depuradora franquista, presidida pel filòleg Joaquím de Entrambasaguas, va ordenar de destruir completament l'edició. No obstant això, se'n van salvar dos exemplars que van permetre reeditar el llibre l'any 1981.
El seu amic José María de Cossío s'ofereix per acollir-lo a Tudanca. No obstant això, decideix anar a Oriola malgrat el perill que això suposa, i d'alla va fins a Sevilla i intenta travessar la frontera de Portugal per Huelva, però la policia del règim de Salazar el va entregar a la Guàrdia Civil.
És empresonat a Sevilla, i durant aquest temps, la seva dona Josefina Manresa li va enviar una carta on mencionava que només tenia pa i cebes per a menjar. Com a resposta, el poeta va compondre les «Nanas de la cebolla».
De Sevilla el traslladen a la presó penal de Torrijos a Madrid. Gràcies a les gestions de Pablo Neruda davant d'un cardenal, el setembre de 1939, el posen en llibertat inesperadament sense ser processat. Torna a Oriola i és delatat i detingut, i quan es va trobar a la presó de la plaça de Conde de Toreno a Madrid, és jutjat i condemnat a mort al març de 1940. Cossío i altres amics intel·lectuals, entre ells Luis Almarcha Hernández, amic de la joventut i vicari general de la Diòcesi d'Oriola (posteriorment bisbe de Lleó l'any 1944), advoquen per ell i se li commuta la pena per la de trenta anys. Va ser traslladat a la presó de Palència al setembre de 1940 i al novembre al penal d'Ocaña (Toledo). El 1941 va ser traslladat al Reformatori d'Adults d'Alacant, on coneix Antonio Buero Vallejo, qui li fa un retrat a carbonet. Allà va emmalaltir; de la bronquitis passa al tifus, que es va complicar amb una tuberculosi. Se li ofereix penicil·lina a canvi que abjuri del seu ateisme, però ell s'hi nega. La intervenció del pintor Miquel Abad Miró, amic i il·lustrador de poemes del poeta, fou decisiva per a rebre atenció mèdica especialitzada del metge Antonio Barbero Carnicero, qui va poder millorar-li la situació temporalment, a més de recomanar el seu trasllat a l'Hospital Porta Coeli a Serra (el Camp de Túria), però desgraciadament el permís va arribar tard. Mor a la infermeria de la presó alacantina a les 5.32 h de la matinada del 28 de març de 1942 amb 31 anys d'edat. Es diu que no li van poder tancar els ulls, fet pel qual el seu amic Vicente Aleixandre va compondre un poema. Abad Miró va formar part del reduït seguici fúnebre que, amb la vídua, va acompanyar les restes mortals del poeta fins al cementeri i es va fer càrrec dels costos de l'enterrament al nínxol número 1009 del Cementiri de la Mare de Déu del Remei d'Alacant dos dies després de la seua mort.
El febrer del 2011 el Tribunal Suprem d'Espanya va denegar la revisió de la sentència de Miguel Hernández amb l'argument que no tenia vigència jurídica. Amb motiu del 75 aniversari de la seua mort, a Oriola hi ha rutes turístiques al voltant de la seua vida.

## Obres principals

### Poesia
- Perito en lunas. Murcia: La Verdad, 1933 (Pròleg de Ramón Sijé)
- El rayo que no cesa. Madrid: Héroe, 1936
- Viento del pueblo. Poesía en la guerra Val`wncia: Socorro Rojo Internacional, 1937 (Pròleg de Tomás Navarro Tomás)
- El rayo que no cesa. Buenos Aires: Espasa-Calpe, 1949 (Pròleg de José María Cossío, inclou poemes inèdits)
- Seis poemas inéditos y nueve más. Alacant: Col. Ifach, 1951
- Obra escogida. Madrid: Aguilar, 1952 (Inclou poemes inèdits)
- Cancionero y romancero de ausencias (1938-1941). Buenos Aires: Lautaro, 1958 (pròleg d'Elvio Romero)
- Antología. Buenos Aires: Losada, 1960 (Selecció i pròleg de M.ª de Gracia Ifach; inclou poemes inèdits)
- Obras completas. Buenos Aires: Losada, 1960 (Ordenada per E. Romero. Pròleg de M.ª de Gracia Ifach)
- El hombre acecha. Santander: Diputación, 1961 (Facsímil de la primera edició de 1939 perduda a impremta)
- Obra poética completa. Madrid: Zero, 1979 (Introducció, estudi i notes de Leopoldo de Luis y Jorge Urrutia)
- Veinticuatro sonetos inéditos. Alacant: Instituto de Estudios Juan Gil-Albert, 1986 (edició de José Carlos Rovira)

L'any 2017, l'editorial Llibres de l'Encobert publica per primera vegada un llibre amb els seus poemes traduïts al valencià sota el títol Veles e vents. Una traducció que comportà una gran dificultat ateses les diferències entre la mètrica catalana i la castellana.

### Teatre
- Quien te ha visto y quien te ve y sombra de lo que eras. Madrid, 1929
- El labrador de más aire. València: Nuestro Pueblo, 1937
- Teatro en la guerra. Alacant: Socorro Rojo Internacional, 1938